# Hyde (zenész)
Takarai Hideto (寶井 秀人; Hepburn: Hideto Takarai; művésznevén Hyde; 1969. január 29.–) japán zenész, énekes, dalszerző, a L’Arc-en-Ciel és a Vamps együttesek énekese.

## Pályafutása
1991-ben lett a L’Arc-en-Ciel tagja, előtte a Jerusalem's Rod együttesben volt gitáros. Szólókarrierje 2002-ben kezdődött, emellett pedig film- illetve anime-betétdalokat is komponált. 2008-ban K.A.Z-zal közösen létrehozta a Vamps együttest.
Megjelent kislemezei közül négy vezette az Oricon heti slágerlistáját.
2022. november 11-én bejelentették, hogy Yoshiki, Miyavi, Hyde és Sugizo részvételével The Last Rockstars néven új supergroup jön létre.

## Diszkográfia
Stúdióalbumok
- Roentgen (2002)
- 666 (2003)
- Roentgen.English (2004)
- Faith (2006)
- Hyde (2009)
- Anti (2019)

Kislemezek
- Evergreen (2001)
- Angel's Tale (2001)
- Shallow Sleep (2002)
- Hello (2003)
- Horizon (2003)
- Countdown (2005)
- Season's Call (2006)
- Who's Gonna Save Us (2018)
- After Light (2018)
- Fake Divine (2018)
- Zipang (2019)
- Mad Qualia (2019)
- Believe in Myself/Interplay (2020)